# برنامه لونوخود

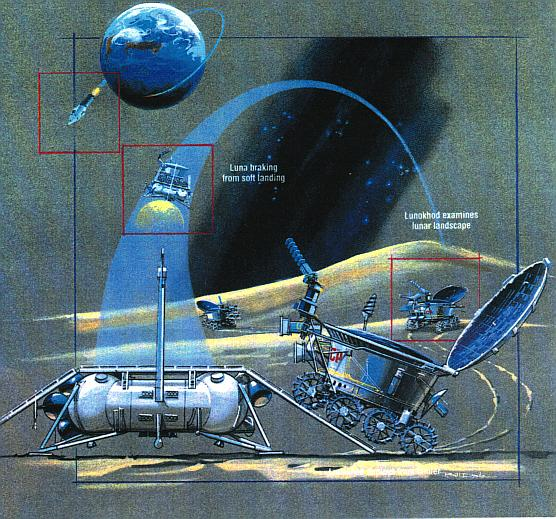
نمودار مأموریت لونوخود

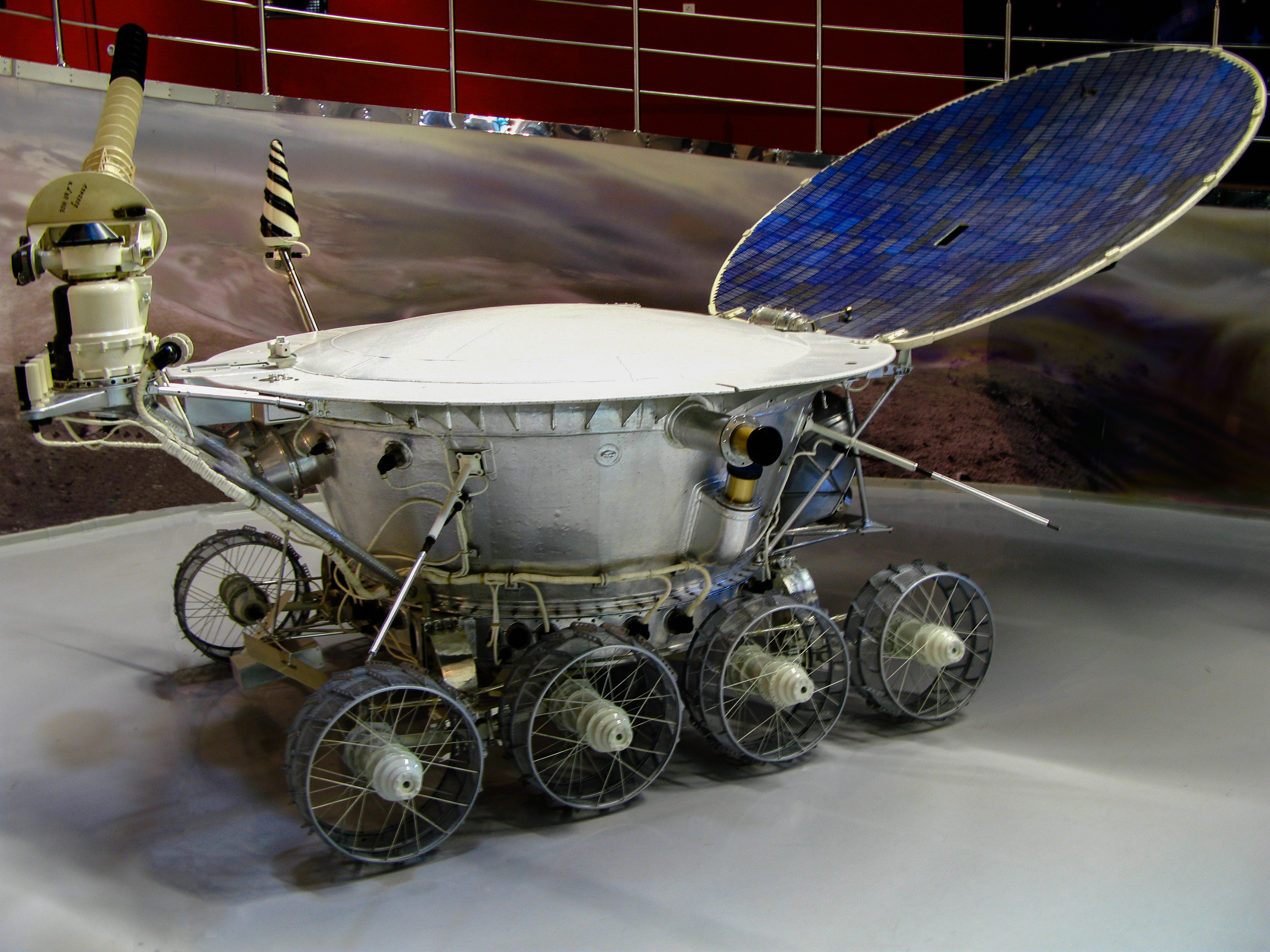
ماه نورد شوروی

لونوخود (روسی: Луноход، "Moonwalker") مجموعه‌ای از ماه نوردهای رباتیک شوروی بود که برای فرود بر روی ماه بین سال‌های ۱۹۶۹ و ۱۹۷۷ طراحی شدند. لونوخود ۱ اولین ربات کنترل از راه دور چرخشی بود که بر روی یک جسم فرازمینی فرود آمد.

## طراحی مریخ نورد

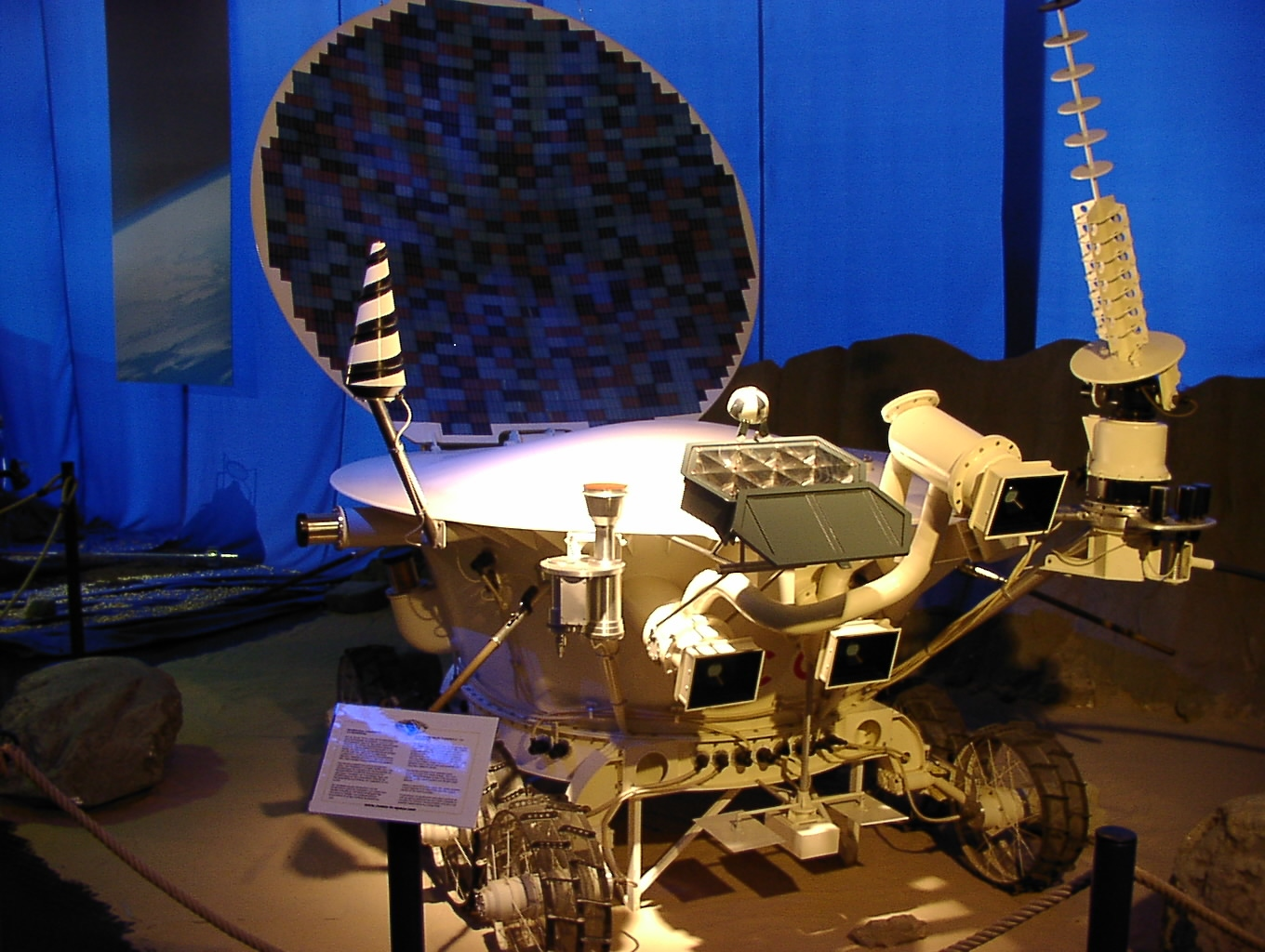
مدل خودرو لونوخود

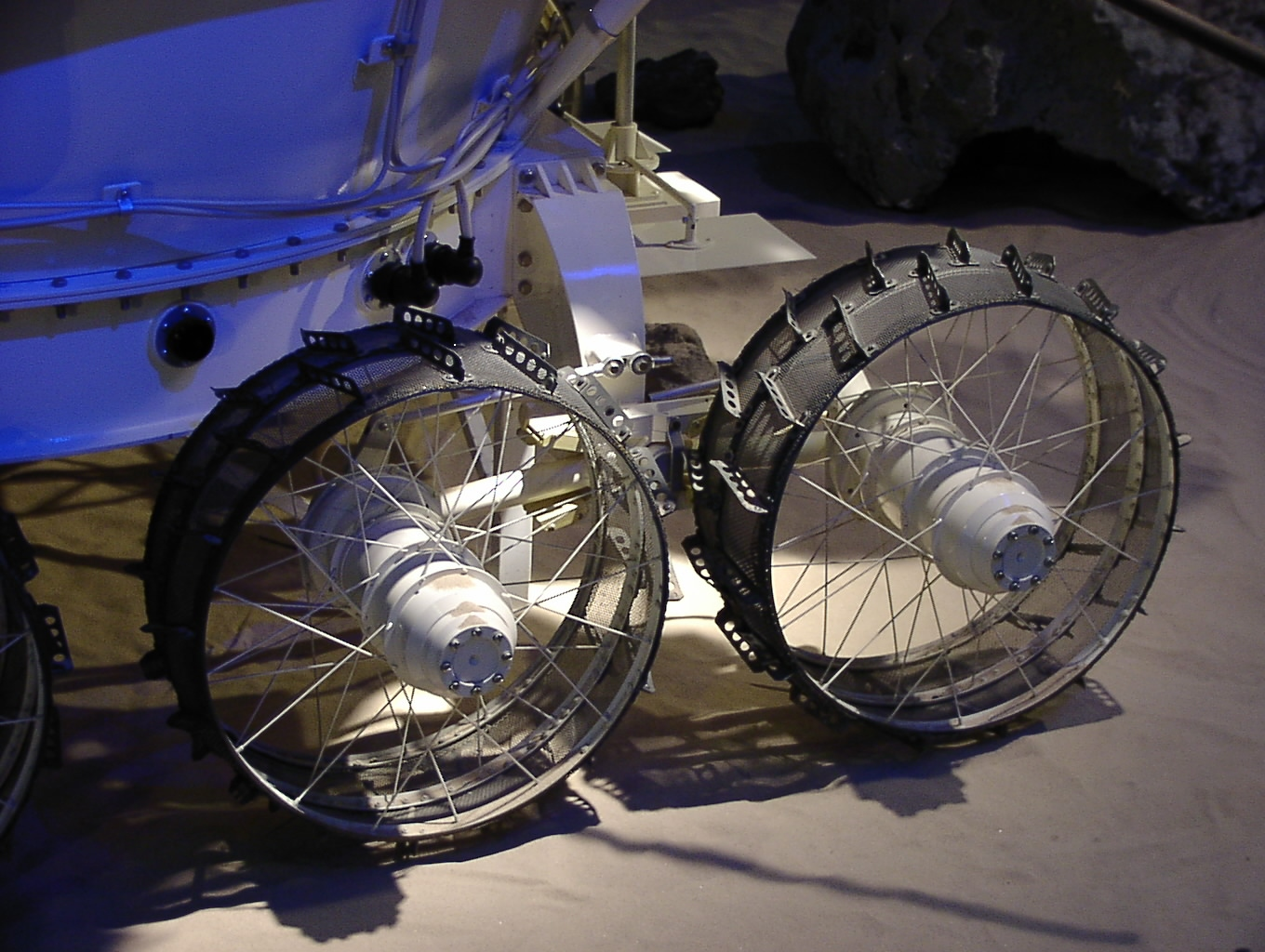
جزئیات چرخ‌های لونوخود

ماه نوردهای لونوخود خودروهایی بودند که از یک محفظه شبیه وان با یک درب محدب بزرگ تشکیل شده‌بودند که روی هشت چرخ با نیروی مستقل حرکت می‌کردند. طول آنها ۲٫۳ متر بود. آنها مجهز به یک آنتن مخروطی شکل، یک آنتن مارپیچ جهت دار، دوربین‌های تلویزیونی و دستگاه‌های قابل گسترش ویژه برای ضربه‌زدن به خاک ماه برای اندازه‌گیری چگالی و آزمایش‌های خواص مکانیکی بودند، به علاوه یک محموله علمی که با مأموریت متفاوت بود.

#### تجهیزات
- دوربین (سه تلویزیون و چهار تله فوتومتر پانوراما)
- طیف‌سنج فلورسانس اشعه ایکس RIFMA-M
- تلسکوپ اشعه ایکس
- کیلومتر شمار / نفوذ سنج PROP
- آشکارساز تشعشع RV-2N-LS
- لیزر TL retroreflector
- اخترفتومتر UV/مرئی AF-3L
- مغناطیس سنج SG-70A
- ردیاب نوری روبین ۱